# پدرکشی
پدرکشی (انگلیسی: Patricide) به کشتن مردی توسط فرزندش گفته می‌شود. این کلمه، از ریشه‌ای لاتین متشکل از کلمهٔ پدر (pater) و پسوند قاتل (cida) گرفته شده‌است. پدرکشی، گونه‌ای از قتل در خانواده و قتل بستگان نزدیک است.

## در اساطیر

### یونان
- زئوس، کرونوس و اورانوس: پدرِ زئوس، کرونوس بود که به دست زئوس کشته شد؛ همچنین، پدربزرگِ پدریِ زئوس، اورانوس بود که به دست کرونوس کشته شد.